# Beschubde slijmvissen
Beschubde slijmvissen (Clinidae) vormen een familie van baarsachtige vissen. Vissen uit deze familie zijn zoutwatervissen en kunnen worden gevonden in alle oceanen, zowel op het noordelijk als het zuidelijk halfrond. De grootste vis uit deze familie, de Heterostichus rostratus kan 60 centimeter lang worden, maar de meeste andere soorten worden veel kleiner.
Vissen uit deze familie hebben kleine ronde schubben. Ze hebben twee stralen in de aarsvin.
De meeste soorten zijn kleurrijk, van roodbruin tot olijfgroen met opvallende patronen. Ze blijven gewoonlijk in ondiep water tot 40 meter. Kuit wordt afgezet op zeewier en het mannetje houdt de wacht. Ze voeden zich voornamelijk met kleine kreeftachtigen en mossels.

## Taxonomie
De vissen worden verder onderverdeeld in de volgende geslachten:

- Blennioclinus Gill, 1860
- Blennophis Swainson, 1839
- Cancelloxus Smith, 1961
- Cirrhibarbis Valenciennes in Cuvier and Valenciennes, 1836
- Climacoporus Barnard, 1935
- Clinitrachus Swainson, 1839
- Clinoporus Barnard, 1927
- Clinus Cuvier, 1816
- Cristiceps Valenciennes in Cuvier and Valenciennes, 1836
- Ericentrus Gill, 1893
- Fucomimus Smith, 1946
- Gibbonsia Cooper, 1864
- Heteroclinus Castelnau, 1872
- Heterostichus Girard, 1854
- Muraenoclinus Smith, 1946
- Myxodes Cuvier, 1829
- Ophiclinops Whitley, 1932
- Ophiclinus Castelnau, 1872
- Pavoclinus Smith, 1946
- Peronedys Steindachner, 1884
- Ribeiroclinus Pinto, 1965
- Smithichthys Hubbs, 1952
- Springeratus Shen, 1971
- Sticharium Günther, 1867
- Xenopoclinus Smith, 1948